# الیوت گومز
الیوت گومز (انگلیسی: Elliot Gómez؛ زادهٔ ۱۱ ژوئن ۱۹۹۹) بازیکن فوتبال اهل اسپانیا است.
از باشگاه‌هایی که در آن بازی کرده‌است می‌توان به باشگاه فوتبال رئال مادرید کاستیا اشاره کرد.